# Grupo Comporte
O Grupo Comporte é uma holding brasileira formada por empresas de transporte rodoviário e urbano de passageiros, cargas e turismo, fundado pelo empresário Nenê Constantino, com sede na cidade de São Bernardo do Campo, São Paulo. O grupo tem atuação em 13 unidades federativas, incluindo o Distrito Federal. Atende a mais de 700 cidades com 7.200 ônibus (com urbanos, suburbanos, fretamento e rodoviários). Comprou linhas de trem 11, 12 & 13 from CPTM.
Foi fundada em junho de 2002 sob o nome Grupo Áurea. Em março de 2005 adota o nome atual quando ela funda a Holding Comporte Participações.
Em 22 de dezembro de 2022 o grupo deu um passo em direção à entrada no setor ferroviário ao arrematar a concessão do Metrô de Belo Horizonte com um lance de 25,7 milhões de reais.
Já em 29 de fevereiro de 2024, juntamente com a empresa chinesa CRRC, foi vencedor do leilão promovido pelo Governo do Estado de São Paulo para a operação da Linha 7 Rubi a partir de 2025 e para construção e operação do TIC Eixo Norte, com trens paradores e expressos entre a capital e Campinas, com conclusão prevista para 2031, apresentando proposta com deságio de 0,01% na contraprestação estatal, de 8,06 bilhões de reais.

## Empresas do grupo
| Região       | Estado            | Empresas |
| ------------ | ----------------- | --- |
| Sudeste      | Minas Gerais      | - Expresso União (Patrocínio) - Metrô BH (Belo Horizonte)                                                                                                   |
| Sudeste      | São Paulo         | - Viação Piracicabana (Piracicaba) - Expresso de Prata (Bauru) - Expresso Itamarati (São José do Rio Preto)                                                 |
| Sul          | Paraná            | - Penha (Curitiba) - TCCC - Transporte Coletivo Cidade Canção (Maringá) - VAL - Viação Apucarana (Apucarana) - Cidade Verde Transporte Rodoviário (Sarandi) |
| Sul          | Santa Catarina    | - BluMob (Blumenau) |
| Sul          | Rio Grande do Sul | - Expresso Caxiense (Caxias do Sul) |
| Centro-Oeste | Distrito Federal  | - Viação Piracicabana (Brasília) |